# Pokémon Dream Radar
Pokémon Dream Radar (ポケモンARサーチャー Pokemon AR Searcher?) är en förstapersonsskjutare som utvecklades av Creatures, Inc. och släpptes av Nintendo till Nintendo 3DS via Nintendo Eshop. Spelet gavs ut den 23 juni 2012 i Japan, i oktober samma år i Nordamerika, Australien och Europa, och den 8 november i Sydkorea.
I spelet kan spelaren fånga Pokémon-figurer och föremål som kan föras över till Pokémon Black 2 och White 2.